# 洛古波乡
洛古波乡，是中华人民共和国四川省凉山彝族自治州西昌市曾经下辖的一个乡。2019年12月，撤销大箐乡、海南乡和洛古波乡，设立海南街道，以原大箐乡、原海南乡和原洛古波乡俄池格则村所属行政区域为海南街道的行政区域。原洛古波乡洛古波村、打祖俄普村、署波西村、柑子尔村所属行政区域划归安哈镇管辖。

## 行政区划
洛古波乡撤销前下辖以下地区：
洛古波村、柑子尔村、署波西村、俄池格则村和打祖俄普村。